# Nikita Zotov
Nikita Moiseevič Zotov (in russo Никита Моисеевич Зотов?, Nikita Moiseevič Zotov; nʲ'kʲta moɨ'sʲɛɪvʲɪt͡ɕ 'zotv; 1644 – dicembre 1717) è stato un tutore di infanzia e amico dello zar russo Pietro il Grande.
Non è noto molto della vita di Zotov a parte la sua connessione allo zar Pietro. Zotov lasciò Mosca per una missione diplomatica in Crimea nel 1680 e tornò a Mosca prima del 1683. Diventò parte della "Allegra Compagnia", un gruppo di dodici ottimi amici dello zar, che in seguito assunse il nome di "Il Sinodo degli Sciocchi Tutti-Scherzosi, Tutti-Ubriachi e Giullari". Zotov fu beffardamente nominato "principe-papa" del Sinodo e guidava regolarmente la compagnia nei giochi e nelle celebrazioni. Ha accompagnato lo zar Pietro in molte occasioni importanti, come le campagne di Azov e dopo la rivolta degli Streltsy. Zotov ottenne una serie di cariche statali, tra cui dal 1701 una posizione di primo piano nel segretariato personale del Zar. Tre anni prima della sua morte, Zotov sposò una donna di 50 anni più giovane di lui. Morì nel dicembre 1717 per cause sconosciute.